# Hans Dahlerup Berthelsen
Hans Dahlerup Berthelsen (20. november 1881 i Lomborg – 4. juli 1939 på Frederiksberg) var en dansk arkitekt, der prægede hovedstadsområdet med funkishuse i en behersket stil, der fusionerede dansk tradition med impulser fra modernismen. De 8 dobbelthuse på Emanuel Olsens Vej lægger sig dog i stil og materialer helt tæt på Bauhaus og den internationale modernisme, som den kendes fra f.eks. le Corbusier.
Hans forældre var sognepræst, sidst i Gangsted og Søvind, Hans Jens Vilhelm Berthelsen og Anna Elisabeth Blædel. Dahlerup Berthelsen tog afgangseksamen fra Teknisk Skole 1906, blev optaget på Kunstakademiets Arkitektskole januar 1912 og besøgte dette i to semestre. Han tegnede hos forskellige arkitekter. Fra 1913 drev han egen tegnestue.
Gift første gang med Caroline Amalie Gøth. Ægteskabet opløst 1926. Gift anden gang 5. oktober 1929 på Frederiksberg med Mary Elisabeth Larsen (17. juni 1899 i Vissenbjerg – ), datter af proprietær Søren Larsen og Dorothea Jensen.
Hans urne findes på Bispebjerg Kirkegård.

## Værker
- Carl Johans Gade 8-14, Østerbro, København (1913-15)
- Hans Justs garageanlæg, Århusgade 88, Østerbro, København
- Boligselskabet Nørrebros Andelsboligforening, Helenesminde, Fuglebakkegård, Hesseløgård og Strandvejen 8-10 og 12-14 (1929)
- Rækkehusbebyggelse, bestående af 47 boliger, Heslegårdsvej og Hesselvang, Hellerup (1931-32, vinduer ændret)
- Ejendommen Constantia, Strandvejen 227-231, Hellerup (1932, vinduer ændret)
- Det grønne funkishus, Nordre Fasanvej 78-82 og Guldborgvej 25-27, Frederiksberg (1932, fredet 2009
- Villa, Bernstorffsvej 41 (1932, præmieret af Gentofte Kommune, siden ombygget)
- 8 dobbelthuse, Emanuel Olsens Vej (2 af boligerne med indgang fra Oscar Ellingers Vej), Frederiksberg (1932-33)
- 1934 To dobbelthuse, funkis, Tesdorpfsvej 31 a+b + 35 a+b
- Hostrups Have, Falkoner Allé/Rolighedsvej, Frederiksberg (1935-36, bygget for Harald Simonsen)
- Lindevangsgården, Ved Lindevangen 4-34 (1935-36)
- Ringkøbinggården i Ringkøbinggade (1935-36)
- Dobbeltvillaer, Emanuel Olsens Vej, Frederiksberg
- Dagmarhus, hjørnet af H.C.Andersens Boulevard/Jernbanegade, København (1937-39, sammen med Christian Kampmann)
- Søborggård, Søborg Hovedgade 40-48 (ca. 1939-40)

### Konkurrencer
- Politikens konkurrence om billige sommerhuse (1912, 2. præmie)